# テオドルス2世 (ローマ教皇)
テオドルス2世（Theodorus II, 840年頃? - 897年12月20日）は、第115代ローマ教皇（在位：897年12月）。

## 生涯
出身はローマ。897年11月に先代のロマヌスが死去したために教皇に選出されるが、在位わずか20日で死去した。フォルモススの遺体をティベレ川から引き揚げ、ヴァチカンに葬ったことで知られる。